# Дружелюбівська сільська рада (Вільнянський район)
| Дружелюбівська сільська рада — орган місцевого самоврядування у Вільнянському районі Запорізької області з адміністративним центром у с. Дружелюбівка. Історична дата утворення: 11 лютого 1986 року. Територія Дружелюбівської сільської ради розташована на півдні Вільнянського району Запорізької області. Через північний захід території проходить Придніпровська залізниця. |

## Населені пункти
Сільській раді підпорядковані населені пункти:
- с. Дружелюбівка
- с-ще Гасанівка
- с. Новоіванівське
- с. Новософіївка
- с. Українка

## Склад ради
Рада складається з 18 депутатів та голови.

### Керівний склад ради
| ПІБ                            | Основні відомості                                                         | Дата обрання | Дата звільнення |
| ------------------------------ | ------------------------------------------------------------------------- | ------------ | --------------- |
| Усатенко Олександр Георгійович | Сільський голова, 1956 року народження, освіта, безпартійний              | 26.03.2006   | 31.10.2010      |
| Гладишев Олексій Сергійович    | Сільський голова, 1985 року народження, освіта вища, член Партії регіонів | 31.10.2010   |                 |

Примітка: таблиця складена за даними джерела